# Christian Beckmann (Rechtswissenschaftler)
Christian Beckmann (* 1984) ist ein deutscher Rechtswissenschaftler und Hochschullehrer. Er ist Professor an der Hochschule für Polizei und öffentliche Verwaltung Nordrhein-Westfalen.

## Biographie
Christian Beckmann absolvierte sein Abitur am Viktoria-Gymnasium in Essen. Er studierte Rechtswissenschaften an der Universität Greifswald und der Heinrich-Heine Universität Düsseldorf. 2011 legte er das erste Staatsexamen am Oberlandesgericht Düsseldorf ab und durchlief anschließend von 2011 bis 2013 das Referendariat zum zweiten Staatsexamen am Landgericht Essen. 
Sodann arbeitete er ab 2014 als Rechtsanwalt bei Osborne Clarke in Köln. 
2016 promovierte er an der TU Chemnitz bei Ludwig Gramlich mit einer Arbeit über E-Government im Besteuerungsverfahren.
Ab 2016 war er in Bochum als Fachanwalt für Steuerrecht tätig. 2020 wurde er dort zum Notar  bestellt. Von 2017 bis 2021 war er Lehrbeauftragter an der IU Internationalen Hochschule. 2021 legte er das Notaramt nieder und wechselte als Syndikusrechtsanwalt zu E.ON.
Seinem bisherigen praktischen Wirken als Steueranwalt entsprechend hat seine wissenschaftliche Tätigkeit ihren Schwerpunkt im Steuerrecht, wo er eine Vielzahl von Zeitschriftenaufsätzen veröffentlicht hat.
Seit 2022 bekleidet er eine Professur an der Hochschule für Polizei und öffentliche Verwaltung Nordrhein-Westfalen und vertritt dort die Fächer Staatsrecht und Eingriffsrecht.